# Heliopolis (roman)
Heliopolis (tyska: Heliopolis) är en roman från 1949 av den tyske författaren Ernst Jünger. Den utspelas i en postapokalyptisk framtid, i den fiktiva staden Heliopolis. Huvudpersonen, Lucius De Geer, befinner sig i en maktstrid mellan auktoritära och despotiska krafter, och symboliserar konflikten mellan makt och ande, konst och teknik, och det förflutna gentemot framtiden.
Heliopolis ansluter i Ernst Jüngers verk till den drömska och allegoriska romanen På marmorklipporna från 1939, och utgör till viss del även en bakgrund till den dystopiska idéromanen Eumeswil som utkom 1977.

## Utgivning
Boken utgavs 1949 genom förlaget Heliopolis i Tübingen. Den utkom på svenska 1954 på Natur & Kulturs förlag i översättning av Kjell Ekström. När romanen gavs ut i samlade verk-utgåvan 1964, hade Jünger gjort omfattande strykningar, vilka uppgick till närmare en fjärdedel av innehållet.